# هزار چراغ
هزار چراغ (به تامیلی: Aayiram Vilakku) و (به انگلیسی: Thousand Lights) فیلمی هندی محصول سال ۲۰۱۱ و به کارگردانی اس. پی هوسیمن است. در این فیلم بازیگرانی همچون ساتیاراج، شانتانو باگیاراج، سنا خان، کمال کاماراجو، گانجا کاراپو، سومان و تامبی رامایاش ایفای نقش کرده‌اند.